# Ana París García
Pour les articles homonymes, voir Paris (homonymie) et García.
Ana París García, née à La Roda de Andalucía le 25 novembre 1898 et morte le 5 février 1938 à Séville, est une leader syndicaliste espagnole, militante de l'UGT, condamnée à mort par les nationalistes durant la guerre d'Espagne et exécutée par le garrot.

## Biographie
Mère de deux enfants (une fille et un fils), elle vit avec son mari Juan Aniceto Díaz dans la petite ville de La Roda de Andalucía (Séville), important nœud ferroviaire situé à 30 km d'Antequera, où confluent les principales lignes de passagers et de marchandises de l'Andalousie.
Défenseure des causes sociales et partisane du Front Populaire, Ana París García est la présidente de la Section féminine de l'UGT de sa ville.
Le 17 juillet 1936, le général Franco lance son putsch contre le gouvernement de la Deuxième République depuis le Maroc. Le conflit s'étend rapidement dans la Péninsule et la guerre d'Espagne commence.
Le 18 juillet, les rebelles franquistes de Séville, commandés par le général Queipo de Llano, s'allient au coup d’État.
Ana París combat avec force les rebelles nationalistes, organise la résistance et distribue les armes aux Républicains. Elle résiste avec ses camarades jusqu'au 29 juillet, date à laquelle les franquistes, aux ordres d'Antonio Castejón Espinosa, occupent La Roda de Andalucía.
L'arrestation des Républicains est pour les rebelles une mission prioritaire, et la répression est immédiate. Ana París est arrêtée et détenue par les phalangistes.
Mi-août 1936, elle est incarcérée à la prison de Séville. En 1937, elle est jugée pour Rebelión militar con agravantes (rébellion militaire avec circonstances aggravantes), perversidad moral (perversité morale) et peligrosidad social (atteinte à l'ordre public). 
Elle est condamnée à mort. La méthode choisie doit avoir valeur d'exemple, pour envoyer un message aux femmes andalouses : le garrot. Elle est exécutée par cette méthode le 5 février 1938, mourant dans une agonie prolongée par son bourreau.